# Pomaria burchellii
Pomaria burchellii là một loài thực vật có hoa trong họ Đậu. Loài này được (DC.) B.B. Simpson & G.P. Lewis mô tả khoa học đầu tiên năm 2003.